# Stille Mürz
Die Stille Mürz ist der rechte Quellfluss der Mürz in Niederösterreich.
Sie entspringt am Gscheidl und fließt etwa südwestwärts, wo sie sich in Neuwald im obersten Mürztal mit der Kalten Mürz vereinigt und fortan Mürz genannt wird. Durch das Tal führt die aus Wien kommende Wanderroute Mariazeller Weg.